# 넬리 퍼타도
넬리 퍼타도(Nelly Kim Furtado, 1978년 12월 2일 ~ )는 캐나다의 싱어송라이터, 배우이다. 포르투갈 계로 포르투갈 시민권 또한 가지고 있다. 2001년 "I'm Like a Bird"로 그래미 상을 수상한 적이 있다. 2000년 Whoa, Nelly!라는 앨범으로 데뷔하였다. 그녀는 매 앨범마다 각기 다른 음악장르를 발표하는 특이한 이력의 소유자이다.

## 음반 목록
- Whoa, Nelly! (2000)
- Folklore (2004)
- Loose (2006)
- Mi Plan (2009)
- The Spirit Indestructible (2012)
- The Ride (2017)
- 7 (2024)